# ろーるぱんつ
ろーるぱんつは、日本の漫画家、イラストレーター。

## 活動
主に成人向け漫画を執筆しており、株式会社サイバーエージェントの常勤イラストレーターでもある。同人サークル「IVORY（アイボリー）」としても活動している。
80年代的で、女の子が底抜けてハイテンションな作風が特徴。
初単行本の『ROLL☆ON』は本人の好きな音楽グループ『リヴィング・エンド』の2ndアルバム『Roll On』と同名となっている。

## 作品リスト

### 単行本
1. 『ROLL☆ON』 2011年10月28日発売[2]、茜新社〈TENMACOMICS LO #109〉、ISBN 978-4-86349-253-0
  - JS禁断レッスン♥ （COMIC LO 2011年7月号）
  - FIRST KISS （COMIC LO 2011年8月号）
  - 妄想少女お茶の水子 （COMIC LO 2011年3月号）
  - トロピカル ～光の侵略しちゃうぞ!～ （描き下ろし）
  - クモリノチクモリ （COMIC LO 2010年10月号）
  - CHERRY （COMIC LO 2011年10月号）
  - ラブレター （COMIC LO 2010年12月号）
  - 性教育のススメ （COMIC LO 2011年4月号）
  - 保健医は10歳 （COMIC LO 2010年11月号）
  - ワフワフ!メディカルチェック! （COMIC LO 2009年8月号）
  - おしっこもーど （COMIC LO 2009年2月号）
  - あとがき

### 単行本未収録
2008年
- ドキっちゅ!キュンキュンバスタイム （18P、COMIC LO 2008年5月号 [50号]）
- 腰をとめないで （10P、COMIC LO 2008年8月号 [53号]）

2012年
- Low-Fidelity （18P、COMIC LO 2012年7月号 [100号]）
- 彼女はシスター （30P、COMIC LO 2012年11月号 [104号]）

### その他
- TamaToys （アダルトグッズパッケージ）
- 『主婦と生活社』 JUNON （扉、イラスト[3]）